# Muhammad II di Corasmia
ʿAlāʾ al-Dīn Muḥammad II (in arabo علاء الدين محمد ‎?; 1169 – Abaskun, 1220) è stato il sovrano dell'Impero corasmio (Khwārezmshāh) dal 1200 al 1220.
Suo padre fu uno schiavo turco che infine divenne viceré di una piccola provincia, chiamata Khwārezm (Corasmia). Dopo la morte del padre, Muhammad ereditò i territori paterni e fu da quella posizione che cominciò a compiere incursioni e operazioni militari di più vasta scala.
Già nel 1205 aveva conquistato tutta la Persia ai turchi Selgiuchidi e nel 1212 sconfisse anche Kuchlug, il Gur-Khan dei Kara Khitay (Khanato dei Kara-Khitan). Quando ebbe conquistato ogni territorio che si estendeva tra il Syr Darya (fiume Iassarte) e il Golfo Persico proclamò se stesso Shah, e chiese formalmente di essere riconosciuto come tale dal califfo abbaside di Baghdad. Quando il califfo al-Nasir respinse la sua pretesa, ʿAlāʾ al-Dīn Muḥammad proclamò califfo uno dei suoi nobili e marciò alla volta di Baghdad per deporre al-Nasir. Tuttavia, mentre attraversava i Monti Zagros, l'esercito dello Shah fu sorpreso da una tormenta e migliaia di guerrieri morirono e, con l'esercito così decimato, i suoi generali non ebbero altra scelta se non quella di tornare a casa.
Si trovava in questa situazione quando, nel 1218, Gengis Khan inviò suoi emissari allo Shah a Samarcanda. Lo Shah giustiziò i diplomatici mongoli e inviò le loro teste mozzate al loro entourage, in segno di sfida a quel potere emergente. Genghis allora, rafforzato da altri 200.000 uomini, attraversò lo Iassarte nel 1220 e mise a sacco le città di Samarcanda e Bukhara. La capitale di Muḥammad, Urgench, seguì la medesima sorte nel 1221. ʿAlāʾ al-Dīn Muḥammad fuggì e cercò rifugio nel Khorasan, ma morì di pleurite su un'isola del Mar Caspio, vicino al porto di Abaskun, poche settimane più tardi.
Gli succedette il figlio Jalal al-Din Mankubirni.